# Coulterville (Illinois)
Pour les articles homonymes, voir Coulterville.
Coulterville est un village situé au nord-est du comté de Randolph dans l'Illinois, aux États-Unis,. Il est incorporé le 18 août 1874.

## Démographie
Lors du recensement de 2010, le village comptait une population de 945 habitants. Elle est estimée, en 2016, à 906 habitants.

### Source de la traduction
- (en) Cet article est partiellement ou en totalité issu de l’article de Wikipédia en anglais intitulé « Coulterville, Illinois » (voir la liste des auteurs).